# Noimuti (Nordzentraltimor)
Noimuti (Noemuti) ist ein Distrikt (Kecamatan) des indonesischen Regierungsbezirks (indonesisch Kabupaten) Nordzentraltimor (Timor Tengah Utara)  in der Provinz Ost-Nusa-Tenggara (Nusa Tenggara Timur) auf der Insel Timor. Der Verwaltungssitz befindet sich in Kote im Desa Noimuti.

## Geographie
| „Dorf“ (Desa)     | Verwaltungssitz | Fläche    | Einwohner | Bevölkerungs- dichte |
| ----------------- | --------------- | --------- | --------- | -------------------- |
| Kiuola            | Kiuola          | 12,00 km² | 1.118     | 93                   |
| Seo               | Seo             | 10,50 km² | 613       | 58                   |
| Noebaun           | Noebaun         | 3,67 km²  | 1.558     | 425                  |
| Popnam            | Popnam          | 20,20 km² | 1.396     | 69                   |
| Nibaaf            | Nibaaf          | 16,00 km² | 893       | 558                  |
| Oenak             | Oenak           | 10,91 km² | 990       | 91                   |
| Nifuboke          | Nifuboke        | 16,65 km² | 1.253     | 75                   |
| Bijeli            | Bijeli          | 10,14 km² | 715       | 71                   |
| Noimuti (Noemuti) | Kote            | 11,00 km² | 614       | 56                   |
| Fatumuti          | Fatumuti        | 10,00 km² | 1.198     | 120                  |
| Banfanu           | Banfanu         | 33,00 km² | 1.357     | 41                   |
| Oeperigi          | Oeperigi        | 1,53 km²  | 368       | 241                  |

Noimuti liegt im Süden des Regierungsbezirks Nordzentraltimor. Im Westen grenzt Noimuti an den Distrikt Westmiomaffo (Miomaffo Barat), im Norden an die Distrikte Zentralmiomaffo (Miomaffo Tengah) und Südbikomi (Bikomi Selatan) und im Osten an Ostnoimuti (Noimuti Timur). Südlich befindet sich der Regierungsbezirk Südzentraltimor (Timor Tengah Selatan). Noimuti hat eine Fläche von 155,60 km². Das gesamte Territorium liegt in einer Meereshöhe über 700 m. Die Bevölkerungsdichte beträgt 78 Einwohner pro Quadratkilometer.
Der Distrikt unterteilt sich in zwölf administrative Dörfer. Größtes „Dorf“ ist Popnam mit 1.396 Einwohnern auf einer Fläche von 20,20 km².
Das tropische Klima wird von einer Regenzeit von Dezember bis März und einer Trockenzeit von Juni bis September bestimmt.
Zu den einheimischen Pflanzen gehören Palmyrapalmen, Bambus, Kokosnuss, Teak, Mahagoni und Lamtoro.

## Einwohner
2016 lebten im Distrikt 12.073 Menschen (6.016 Männer und 6.057 Frauen) in 3.075 Familien. 2016 gab es im Distrikt 194 Geburten und 114 Todesfälle. 1.418 Einwohner waren 0 bis 4 Jahre alt, 196 waren 75 Jahre oder älter.
11.531 Menschen bekennen sich zum katholischen Glauben, 532 Personen sind Protestanten, fünf Muslime, vier Hindus und eine Einwohner nennt sich Buddhist. Im Distrikt gibt es 13 katholische Kirchen und je eine protestantische Kirche in Noimuti und in Oenak.

## Geschichte
Der Name des Distrikts leitet sich vom alten timoresischen Reich von Noimuti ab. Bis 1913 war es eine portugiesische Exklave im niederländischen Teil Westtimors. Dann tauschten die beiden Kolonialmächte ihre Exklaven Noimuti und Maucatar gegeneinander aus.

## Öffentliche Einrichtungen
Im Distrikt gibt es zwei Kindergärten, 16 Grundschulen, fünf Junior High Schools und vier Senior High Schools. Zwölf Gesundheitseinrichtungen stehen für eine medizinische Versorgung zur Verfügung.

## Wirtschaft und Infrastruktur
9.529 der Einwohner sind Bauern. Auf 437 Hektar wurde im Distrikt 2015 Reis angebaut und 1.634 Tonnen geerntet. Auf 520 Hektar erzielte man eine Ernte von 1.087 Tonnen Mais und 26 Hektar brachten 270 Tonnen Maniok. An Obst erntete man Orangen, Bananen, Mango, Papaya, Jackfrucht, Avocado und Ananas. Weitere landwirtschaftliche Produkte sind Erdnüsse und Grüne Bohnen. 2016 hielt man als Nutztiere 4.898 Rinder, 21 Wasserbüffel, 76 Pferde, 305 Ziegen, 3.390 Schweine und 8.803 Hühner.

## Persönlichkeiten
- Hironimus Pakaenoni (* 1969), römisch-katholischer Erzbischof von Kupang